# Bernard Williams (filozof)
Bernard Arthur Owen Williams (ur. 21 września 1929 w Westcliff-on-Sea, zm. 10 czerwca 2003 w Rzymie) – angielski filozof moralności, określony przez The Times jako najbardziej błyskotliwy i najważniejszy brytyjski filozof moralności swoich czasów. Do jego dorobku należą: Problems of the Self (1973), Moral Luck (1981), Ethics and the Limits of Philosophy (1985), Truth And Truthfulness (2002), a dzieła przetłumaczone na język polski to Ile wolności powinna mieć wola? (1999) i Moralność. Wprowadzenie do etyki (2001). W 1999 roku otrzymał tytuł szlachecki.
Jako profesor filozofii na University of Cambridge i Uniwersytecie Kalifornijskim w Berkeley, Williams stał się osobą znaną na scenie międzynarodowej dzięki swej próbie ponownego zorientowania studiów nad filozofią moralną na historię i kulturę, politykę i psychologię. Określany jako filozof analityczny z duszą humanisty, sam siebie postrzegał jako syntetyka, zestawiającego razem idee z dziedzin tak różnych, że ich wzajemna komunikacja wydawała się niemożliwa. Odrzucał scjentyzm oraz scjentyczny lub ewolucyjny redukcjonizm, nazywając redukcjonistów „pozbawionymi wyobraźni moralnej”. Dla Williamsa kompleksowość była nieredukowalna, piękna i pełna znaczeń.
Był znany ze swego poparcia dla obecności kobiet w środowisku akademickim, która miała umożliwić syntezę rozumu i emocji, wymykającą się filozofii analitycznej. Amerykańska filozof Martha Nussbaum powiedziała, że był „tak blisko bycia feministą jak tylko mężczyzna jego pokolenia może być”. Był również znany ze swojej przenikliwości w konwersacji. Oksfordzki filozof Gilbert Ryle powiedział o nim kiedyś, że „rozumie co masz zamiar powiedzieć lepiej niż ty to sam rozumiesz, widzi wszystkie możliwe zastrzeżenia i wszystkie możliwe odpowiedzi do tych możliwych zastrzeżeń, zanim zdołasz skończyć swoje zdanie.”

## Życie

### Młodość i edukacja
Williams urodził się w Westcliff-on-Sea w Esseksie, jako jedyny syn urzędnika państwowego. Uczył się w Chigwell School, a następnie ukończył z wyróżnieniem Literae Humaniores w Balliol College w Oksfordzie (1951). Następnie odbył roczną służbę w Royal Air Force w Kanadzie, latając na Supermarine Spitfire. Podczas przepustki poznał w Nowym Yorku swoją przyszłą żonę, Shirley Brittain-Catlin (później Shirley Williams) – córkę politologa George’a Catlina i pisarki Very Brittain – studiującą wtedy na Columbia University. W wieku 22 lat, po zdobyciu stypendium na All Souls College w Oksfordzie w 1951, Williams wrócił wraz z Shirley do Wielkiej Brytanii. Pobrali się w 1955.

### Kariera

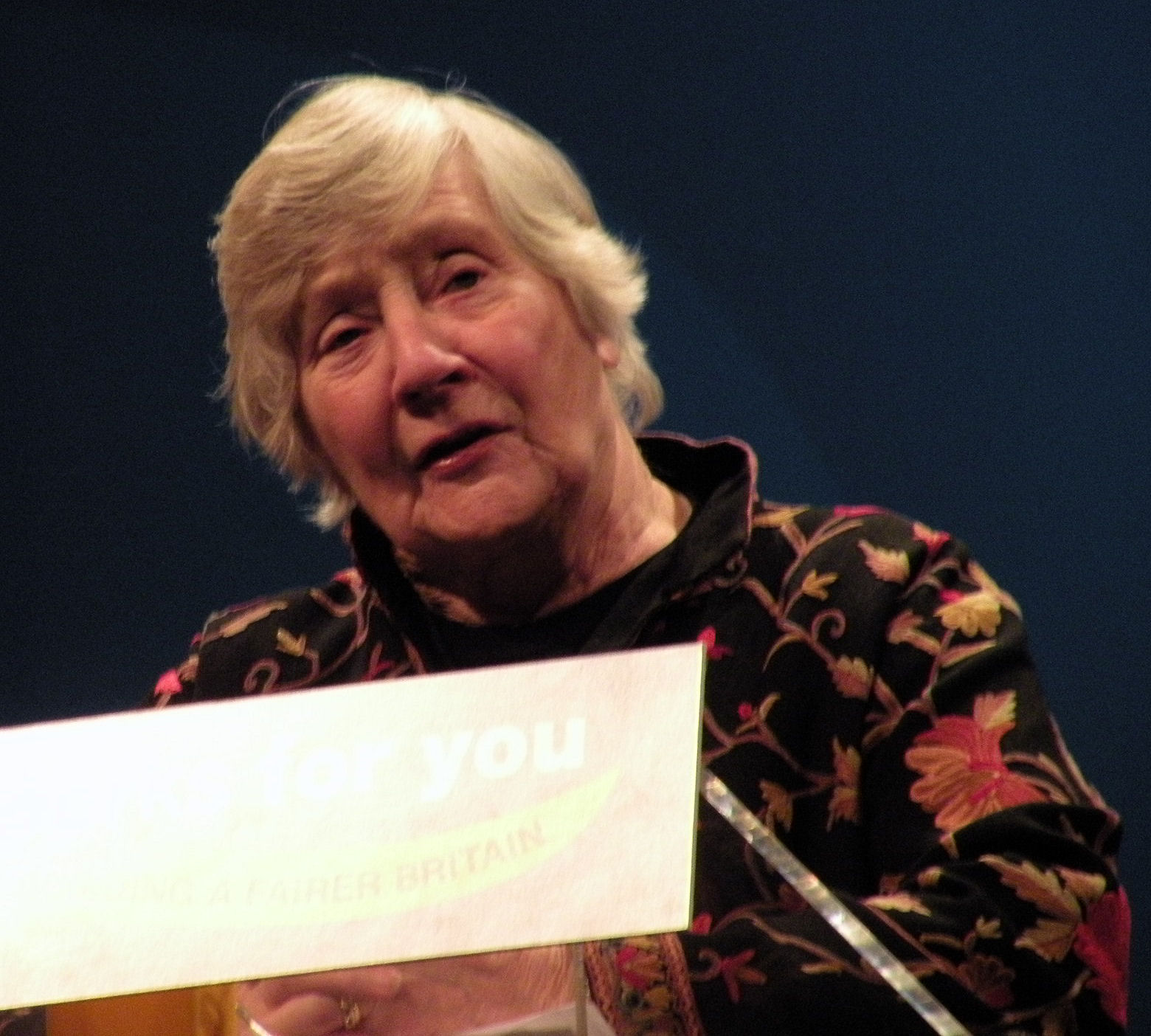
Williams opuścił Oksford, aby wspierać karierę polityczną swojej żony Shirley Williams.

Williams opuścił Oksford, aby wspierać karierę polityczną swojej żony, i znalazł posadę na University College London, gdzie pracował od 1959 do 1964 roku. Później został mianowany profesorem filozofii w Bedford College, podczas gdy jego żona pracowała jako dziennikarka dla Financial Times. Przez 17 lat mieszkali w dużym domu w Kensington wraz z agentem literackim Hilarym Rubinsteinem i jego żoną. W tym okresie, określanym potem przez Williamsa jako jeden z najszczęśliwszych w jego życiu, Williamsowie doczekali się córki imieniem Rebecca. Rozwój politycznej kariery żony był źródłem częstej rozłąki, a znaczące różnice w wyznawanych wartościach (Williams był zdeklarowanym ateistą, a jego żona gorliwą chrześcijanką) również odcisnęły piętno na ich związku. Małżeństwo rozpadło się po romansie Williamsa z Patricią Law Skinner (która wtedy była żoną historyka Quentina Skinnera). Williams i Skinner pobrali się i mieli dwóch synów. Shirley Williams powiedziała o swoim małżeństwie z Williamsem:
... To było coś w rodzaju napięcia, płynącego z dwóch źródeł. Jednym z nich było to, że oboje byliśmy za bardzo pochłonięci swoimi własnymi sprawami i nie spędziliśmy całego tego długiego czasu razem; drugim, mówiąc zupełnie szczerze, to to, że nie jestem osobą oceniającą innych ludzi i zdolność Bernarda do dość ostrego poniżania ludzi, o których myślał, że są głupcami, była dla mnie nie do przyjęcia. Patricia była sprytniejsza od mnie w tym zakresie. Ona po prostu to czuje. On potrafi czasami sprawić duży ból. Potrafi człowieka wyjałowić. Ci, którzy zostali w tyle, to dla niego martwe osobowości, tak było. Nie sądźcie, abyście nie byli sądzeni. Na mój sposób myślenia wpłynęło chrześcijaństwo, na co on powiedział „To jest przerażająco pompatyczne i tak naprawdę wcale nie o to chodzi”. W naszym związku ciągle zgrzytało w tej sprawie, i w sprawie chrześcijaństwa.
.

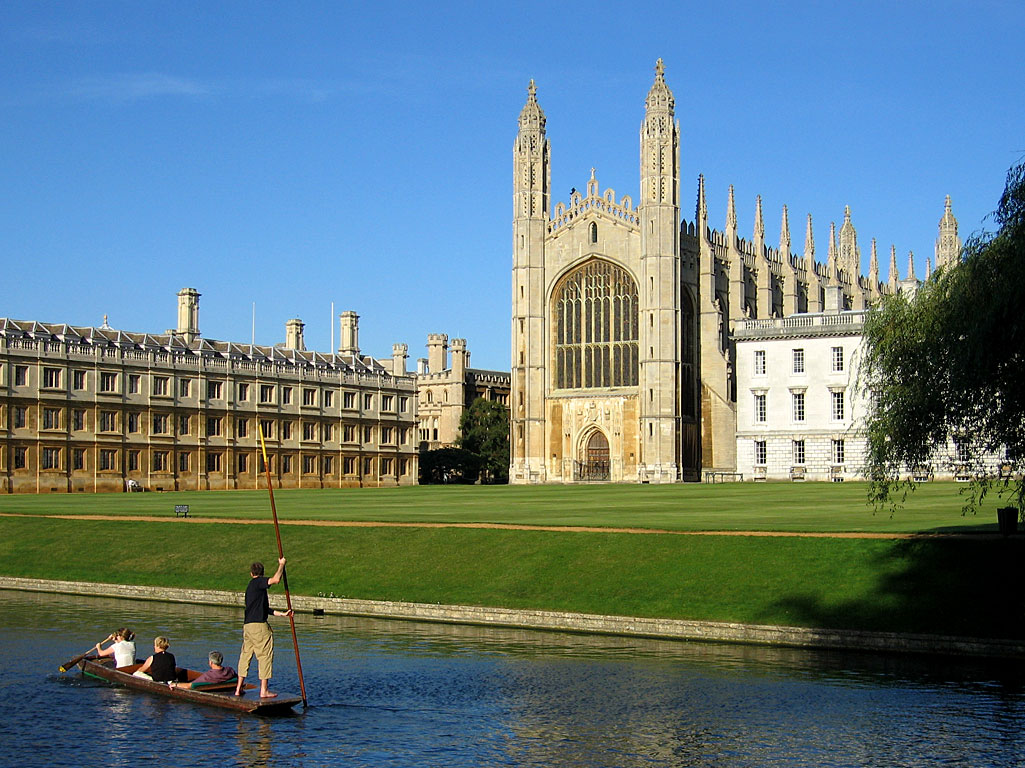
Williams spędził prawie 20 lat na Uniwersytecie w Cambridge, z czego osiem z nim jako rektor King’s College

Williams przyznawał, że potrafi być trudny. „Lubię myśleć, że jest tak zwykle, gdy spotykam się czyimś samozadowoleniem. W filozofii rzeczą, która irytuje mnie najbardziej jest zadowolenie, szczególne scjentyczne zadowolenie z siebie.”
W 1967 Williams został mianowany profesorem filozofii w University of Cambridge, i opuścił to stanowisko w 1979 aby piastować funkcję rektora King’s College (aż do 1987). W 1988 roku opuścił Anglię, aby zostać profesorem filozofii na University of California, Berkeley, wskazując na względny rozkwit amerykańskiego życia naukowego i „drenaż mózgów” spowodowany przenoszeniem się pracowników naukowych z Wielkiej Brytanii do USA. W tamtym czasie wyznał brytyjskiej prasie, że z jego akademickiej pensji ledwo go było stać na kupno domu w centrum Londynu. W listopadzie 2002 roku powiedział The Guardian, że żałuje, że jego wyjazd stał się tak głośny: „Byłem przekonany, że warunki życiowe pracowników naukowych są istotnym problemem i nagłośnienie mojego wyjazdu może przyciągnąć uwagę opinii publicznej. Trochę tak było, jednak kiedy wróciłem trzy lata później, wydawało się raczej absurdalne. Wróciłem z powodów osobistych – życie tam z rodziną okazało się cięższe niż przypuszczałem”
W późniejszych latach piastował również stanowisko w Berkeley (1986–2003), gdzie był profesorem filozofii i wykładowcą. i jednocześnie piastując funkcję profesora filozofii moralności w Oksfordzie (1990–1996).

### Komisje Królewskie
Williams pełnił funkcje w kilku Komisjach Królewskich i komitetach rządowych. Przewodniczył Komitetowi ds. Nieprzyzwoitości i Cenzury Filmowej (Committee on Obscenity and Film Censorship), który w 1979 roku stwierdził, że: „Biorąc pod uwagę ilość wyraźnie seksualnego materiału będącego w obiegu i często zgłaszane zarzuty względem jego skutków, to uderzające, że w sprawach zbrodni czy morderstw na tle seksualnych nie znajduje się żadnych wzmianek, że cała ta pornografia była obecna w tle.” Raport Komitetu napisany był wyraźnie pod wpływem liberalnej filozofii Johna Stuarta Milla, bardzo podziwianego przez Williamsa. Na podstawie zasady wolności Milla rozwinął on tzw. „warunek krzywdy”, zgodnie z którym „żadne postępowanie nie powinno być tłumione przez prawo, chyba że można udowodnić, że kogoś krzywdzi”. Williams wnioskował, że nie można udowodnić, że pornografia jest szkodliwa i że „wpływ pornografii na społeczeństwo jest bardzo znaczący ... myśleć inaczej to zupełne zachwianie proporcji, między pornografią a wieloma innymi problemami współczesnego społeczeństwa.” Komitet wskazywał, że dopóki dzieci są chronione przed oglądaniem pornografii, dorośli powinni móc swobodnie ją czytać czy oglądać, jeżeli tylko im to pasuje. Pierwszy rząd Margaret Thatcher skończył z tym podejściem, i niemalże zakończył polityczną karierę samego Williamsa. Nie został on poproszony o przewodniczenie żadnemu innemu komitetowi przez niemal 15 lat. Oprócz Komitetu zajmującego się pornografią, piastował też miejsce w komisjach analizujących rolę brytyjskich szkół prywatnych (1965–70), narkomanii (1971), hazardu (1976–78) oraz sprawiedliwości społecznej (1993–94). „Zajmowałem się wszystkimi głównymi niemoralnymi zachowaniami” powiedział.

### Opera
Williams interesował się operą odkąd skończył 15 lat. Przez 20 lat zasiadał w radzie English National Opera. Był autorem kolekcji esejów O operze, która została opublikowana w 2006 pod redakcją wdowy po Williamsie, Patricii.

### Wyróżnienia i śmierć
Williams otrzymał tytuł szlachecki w 1999. Stał się członkiem British Academy i honorowym członkiem American Academy of Arts and Sciences. Został nagrodzony honorowym stopniem Doctor of Letters przez Uniwersytet w Cambridge w 2002 roku. Umarł 10 czerwca 2003 roku podczas wakacji w Rzymie. Przyczyną był szpiczak mnogi, forma raka. Pozostawił żonę Patricię, ich dwóch synów i córkę z pierwszego małżeństwa.

## Twórczość

### Podejście do filozofii moralności

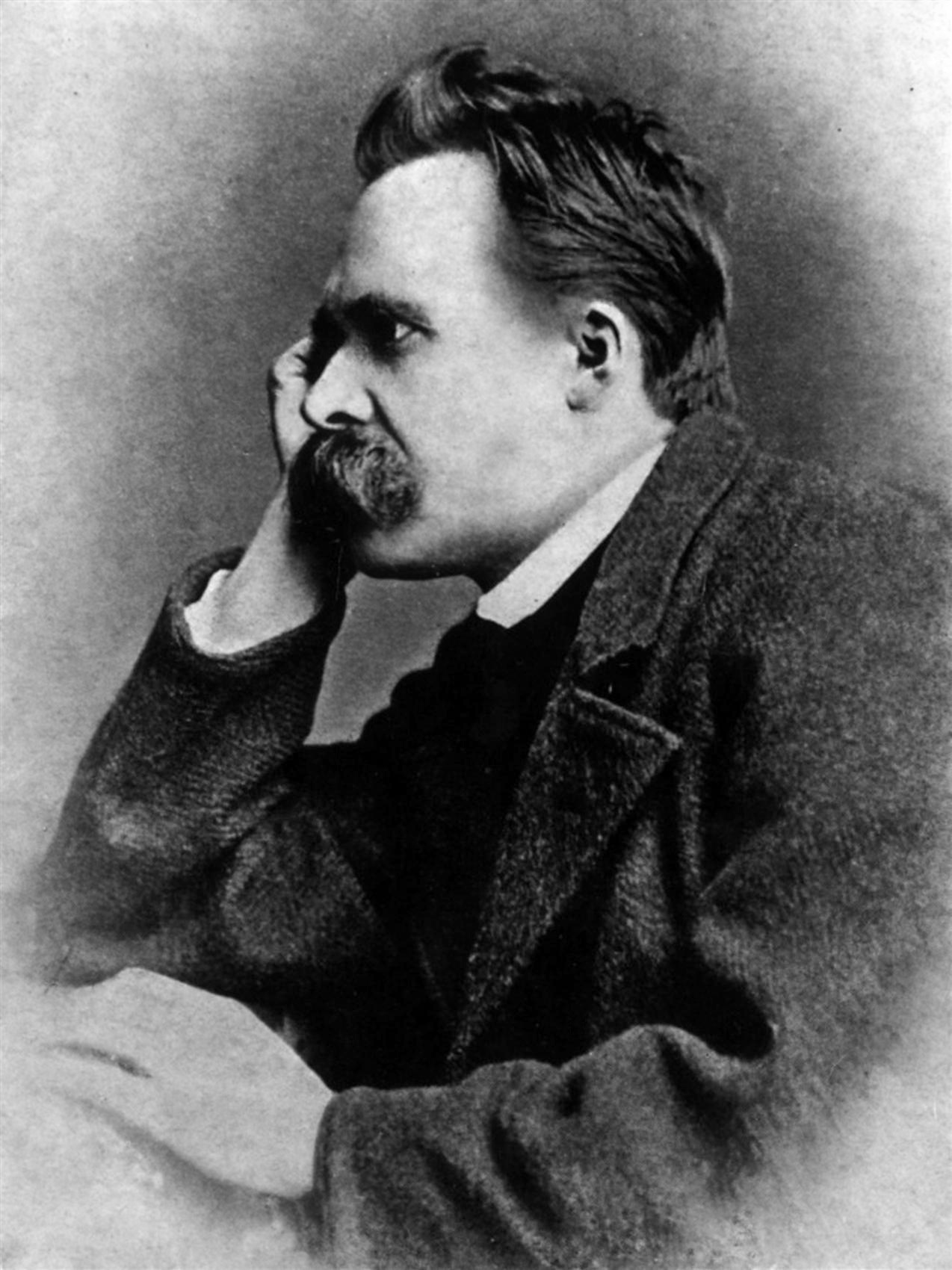
Friedrich Nietzsche, 1844–1900. Williams stwierdził, że chciałby móc go cytować co dwadzieścia minut.

W dziele Moralność: Wstęp do etyki (1972) napisał, że „podczas gdy w większości przypadków filozofie moralności były puste i nudne... współczesna filozofia moralności znalazła oryginalny sposób na bycie nudną, którym jest całkowity brak dyskusji nad problemami.” Studia nad moralnością, twierdził, powinny dotyczyć istotnych kwestii i przykuwać uwagę. Chciał znaleźć taką filozofię moralności, która byłaby wytłumaczalna dla psychologii, historii, polityki i kultury. W jego odrzuceniu takiej moralności, którą nazywał „swoistą instytucją” – przez co rozumiał odrębną i niezależną domenę ludzkiej myśli, niektórzy widzieli podobieństwo do XIX wiecznego niemieckiego filozofa Friedricha Nietzschego. Pomimo tego, że na początku widział Nietzschego jako surowego redukcjonistę, Williams z czasem zaczął go podziwiać, zaznaczając nawet raz, że chciałby móc cytować go co dwadzieścia minut.
Chociaż fakt, że Williams lekceważył redukcjonizm, mógł sprawiać, że był widziany jako moralny relatywista, to on sam twierdził w Etyce i granicach filozofii, że moralne pojęcia mogą być „gęste” lub „rzadkie”. Te ostatnie, takie jak odważny czy okrutny, dotyczą pewnych rzeczywistych cech świata zewnętrznego i spory na ich temat mogą być rozwiązane w sposób obiektywny.

### Krytyka utylitaryzmu
Williams był krytyczny wobec utylitaryzmu, doktryny konsekwencjalistycznej, zgodnie z którą nasze działania są dobre o tyle, o ile sprzyjają większemu dobru większej liczby ludzi.
Jeden z jego najbardziej znanych argumentów przeciwko utylitaryzmowi koncentruje się na Jimie, botaniku, przeprowadzającym badania w południowoamerykańskim kraju w którym panowała dyktatura. Któregoś dnia Jim zobaczył na rynku małego miasteczka 20 Indian, wybranych losowo i związanych jako przykład tego, co spotyka rebeliantów. Kapitan, który aresztował Indian mówi: jeśli Jim zabije jednego z nich, reszta zostanie uwolniona z szacunku dla gościa, lecz jeśli Jim tego nie zrobi, wszyscy Indianie zostaną zabici. Większość teorii konsekwencjalistych nie widzi to żadnego moralnego dylematu. To co się liczy, to wynik działania. Prosty utylitaryzm czynów poparłby zatem opcję, w której Jim zabija jednego z ludzi. Wbrew temu jednak, Williams dowodził, że istnieje krytyczne moralne rozróżnienie między zadaniem śmierci człowiekowi własną ręką a ręką kogoś innego w przypadku mojego zaniechania. Utylitaryzm gubi to zasadnicze rozróżnienie, przemieniając nas w puste naczynia poprzez które objawiają się konsekwencje. Powinien natomiast utwierdzać nasz status jako moralnych aktorów i jednostek podejmujących decyzje. Według Williamsa decyzje moralne muszą zachowywać naszą psychologiczną tożsamość i integralność.
Jak twierdził angielski etyk, w rzeczywistości nie sądzimy działań poprzez ich konsekwencje. Aby rozwiązać problemy z parkowaniem w Londynie, utylitarysta poparłby grożenie zastrzeleniem ludziom, którzy parkują nielegalnie. Jeśli tylko kilka osób zostałoby zastrzelonych, ludzie przestaliby parkować w miejscach niedozwolonych. Utylitaryści usprawiedliwiliby zatem strzelanie do ludzi szczęściem, jakie przyniesie brak problemu parkingowego. Każda teoria z takimi konsekwencjami, jak twierdził Williams, powinna być z miejsca odrzucona, nieważne jak sensownie by brzmiało stwierdzenie, że oceniamy działania poprzez ich konsekwencje. Próbując bronić stanowiska utylitarystycznego, utylitaryzm zasad skupia się nie na działaniu, ale na zasadzie, która ma prowadzić większego dobra większości ludzi. Utylitarysta zasad zadałby pytanie, jaka zasada może zostać wyciągnięta z przykładu z parkowaniem. Jeśli zasada by brzmiała: „Każdy mógłby być zastrzelony za zwykłe złe zaparkowanie” utylitaryści twierdziliby, że jej zastosowanie przyniosłoby wielkie nieszczęście. Dla Williamsa, ten argument w prosty sposób dowodzi jego racji. Nie potrzebujemy kalkulować, dlaczego strzelanie do ludzi za nieprawidłowe parkowanie jest złe i każdy system, który nakazuje nam robić takie kalkulacje powinien zostać odrzucony. Powinniśmy odrzucić każdy system, który redukuje podejmowanie decyzji moralnych do kilku algorytmów, ponieważ każda systematyzacja lub redukcjonizm w sposób nieunikniony wypaczy złożoność tego procesu.

### Krytyka Kantyzmu

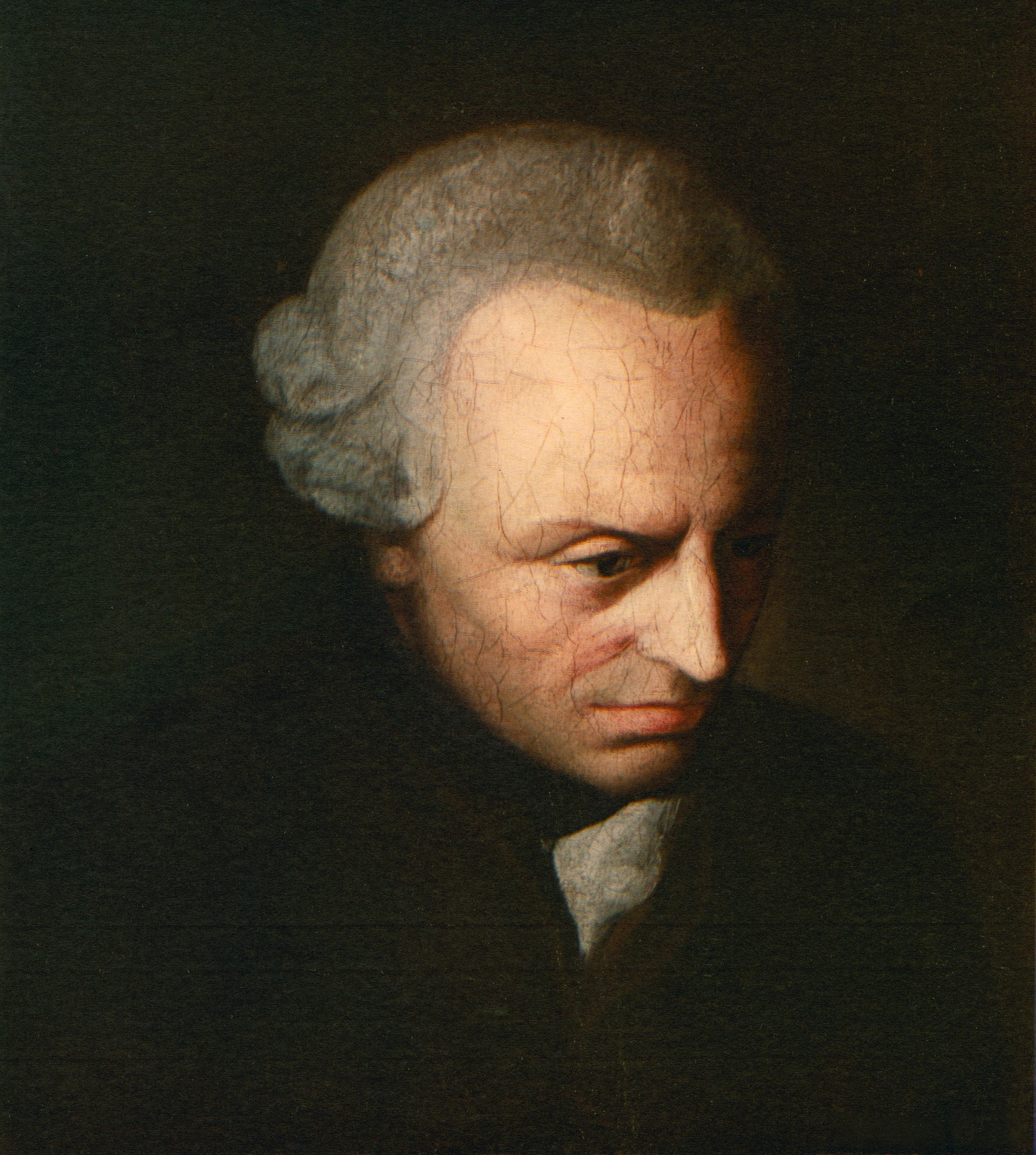
Immanuel Kant, 1724–1804. Williams odrzucał filozofię moralną Kanta, twierdząc, że pryncypia moralne nie powinny wymagać od jednostki działania w taki sposób, jakby była kimś innym

Jedną z głównych alternatyw teorii utylitarystycznej jest filozofia moralności stworzona przez XVIII wiecznego niemieckiego filozofa Immanuela Kanta. Prace Williamsa z lat 70. i 80. dały podstawy dla jego ataków na dwa filary etyki: utylitaryzm i kantyzm. Martha Nussbaum napisała, że „jego prace zdemaskowały trywialny i wykrętny sposób, w jaki filozofia moralności była praktykowana w Anglii pod egidą tych dwóch dominujących teorii.”
Dzieła Kanta – Krytyka praktycznego rozumu i Uzasadnienie metafizyki moralności, były wykładem systemu moralnego opartego na imperatywie kategorycznym, którego najbardziej znana wersja brzmi Postępuj tak jakby maksyma twojego postępowania miała się stać uniwersalnym prawem natury. Jest to wiążące prawo, twierdził Kant, dla każdej istoty rozumnej wyposażonej w wolną wolę. Williams sprzeciwiał się imperatywowi kategorycznemu w swym artykule Persons, Character and Morality. Moralność nie powinna wymagać od nas działania bezinteresownego, jakbyśmy nie byli tymi, kim jesteśmy w okolicznościach, w których się aktualnie znaleźliśmy. Nie powinniśmy obierać obiektywnego sposobu oglądu świata, twierdził. Nasze wartości, zobowiązania i pragnienia sprawiają, że nasze widzenie świata i nasze działania różnią się i tak też być powinno. W innym wypadku zgubimy naszą indywidualność i w ten sposób nasze człowieczeństwo.

### Przyczyny działania
Williams z uporem twierdził, że moralność dotyczyć ma ludzi i ich prawdziwego życia, a działania wypływające z racjonalnego własnego interesu, czy nawet z egoizm nie stoją w sprzeczności do działań moralnych. Jest to widoczne m.in. w jego argumencie za „wewnętrznymi przyczynami działania”, który był częścią szerszej debaty o „wewnętrznych/zewnętrznych przyczynach”. Różni filozofowie starali się argumentować, że moralne podmioty mogą mieć „zewnętrzne przyczyny” do przeprowadzenia moralnego działania, czyli są oni zdolni do działania z przyczyn zewnętrznych wobec ich wewnętrznych stanów mentalnych. Williams twierdził natomiast, że ten pogląd jest bezsensowny. Aby coś stało się „przyczyną działania” musi posiadać pewien „magnetyzm”, czyli musi pobudzać ludzi do działania. W jaki jednak sposób coś zupełnie zewnętrznego dla nas – na przykład, twierdzenie, że X jest dobre – może być „magnetyczne”? Za pomocą jakiego procesu coś zewnętrznego do nas może pobudzić nas do działania? Według Williamsa jest to niemożliwe. Poznanie nie jest magnetyczne. Wiedza i czucie są oddzielone i jednostka musi czuć zanim zostanie pobudzona do działania. Twierdził też, że przyczyny działania są zawsze wewnętrzne, czy to oparte na pragnieniu działania zgodnie z naszym wychowaniem, czystą przyjemnością czy czymś podobnym i zawsze sprowadzają się to do pragnień.

### Pojęcie prawdy
W swojej ostatniej ukończonej książce Truth And Truthfulness: An Essay In Genealogy (2002), Williams wyróżnia dwie główne wartości prawdy: dokładność i szczerość. Próbuje też ustosunkować się do przepaści pomiędzy potrzebą prawdy a wątpliwością, czy taka rzecz w ogóle istnieje. Inspiracja Nietzschem jest wyraźnie widoczna, w sposób najbardziej oczywisty poprzez przyjęcie pojęcia metody genealogicznej jako narzędzia wyjaśniania i krytyki. Chociaż częściowo jego zamiarem był atak na tych, którzy, jak czuł, zanegowali wartość prawdy, w książce przestrzega, że rozumiejąc ją tylko w tym sensie, stracimy część jej przekazu. Jak napisał Kenneth Baker, jest to raczej „refleksja Williamsa nad moralnym kosztem intelektualnej mody na rezygnację z pojęcia prawdy.” The Guardian w artykule wydanym po śmierci Williamsa napisał, że ta książka jest egzaminem dla tych, którzy „szydzą z każdej rzekomej prawdy, nazywając ją śmiesznie naiwną, ponieważ w sposób nieunikniony jest ona zniekształcona przez władzę, uprzedzenia klasowe i ideologię”.

## Dzieła
Książki
- Morality: An Introduction to Ethics. Cambridge University Press, 1972.
- Problems of the Self. Cambridge University Press, 1973.
- (with J. J. C. Smart) Utilitarianism: For and Against. Cambridge University Press, 1973.
- Descartes: The Project of Pure Inquiry. Harvester Press, 1978.
- Moral Luck. Cambridge University Press, 1981.
- Ethics and the Limits of Philosophy. Harvard University Press, 1985.
- Shame and Necessity. University of California Press, 1993.
- Making Sense of Humanity. Cambridge University Press, 1995.
- The Great Philosophers: Plato. London: Routledge, 1998.
- Truth and Truthfulness: An Essay in Genealogy. Princeton University Press, 2002.

Książki przetłumaczone na język polski
- Ile wolności powinna mieć wola?, 1999.
- Moralność. Wprowadzenie do etyki, 2001.

Artykuły
- „Pagan Justice and Christian Love”, Apeiron 26.3–4, 1993, pp. 195–207.
- „Cratylus’s Theory of Names and Its Refutation”, in Language, ed. Stephen Everson, Cambridge University Press, 1994.
- „The Actus Reus of Dr. Caligari”, Pennsylvania Law Review 142, May 1994.
- „Descartes and the Historiography of Philosophy”, in Reason, Will and Sensation: Studies in Descartes’s Metaphysics, ed. John Cottingham, Oxford University Press, 1994.
- „Acting as the Virtuous Person Acts”, in Aristotle and Moral Realism, ed. Robert Heinaman, Westview Press, 1995.
- „Ethics”, in Philosophy: A Guide Through the Subject, ed. A. C. Grayling, Oxford University Press, 1995.
- „Identity and Identities”, in Identity: Essays Based on Herbert Spencer Lectures Given in the University of Oxford, ed. Henry Harris, Oxford University Press, 1995.
- „Truth in Ethics”, Ratio 8.3, 1995, pp. 227–42.
- „Contemporary Philosophy: A Second Look”, in The Blackwell Companion to Philosophy. N. F. Bunnin (ed.), Blackwell, 1996.
- „History, Morality, and the Test of Reflection”, in The Sources of Normativity. Onora O’Neill (ed.), Cambridge University Press, 1996.
- „Reasons, Values and the Theory of Persuasion”, in Ethics, Rationality and Economic Behavior, ed. Francesco Farina, Frank Hahn and Stafano Vannucci, Oxford University Press, 1996.
- „The Politics of Trust”, in The Geography of Identity, ed. Patricia Yeager, University of Michigan Press, 1996.
- „The Women of Trachis: Fictions, Pessimism, Ethics”, in The Greeks and Us, R. B. Louden and P. Schollmeier (eds.), Chicago University Press, 1996.
- „Toleration: An Impossible Virtue?” in Toleration: An Exclusive Virtue, ed. David Heyd, Princeton University Press, 1996.
- „Truth, Politics and Self-Deception”, Social Research 63.3 (Fall 1996).
- „Moral Responsibility and Political Freedom”, Cambridge Law Journal 56, 1997.
- „Stoic Philosophy and the Emotions: Reply to Richard Sorabji”, in Aristotle and After, R. Sorabji (ed.), Bulletin of the Institute of Classical Studies Supplement 68, 1997.
- „Tolerating the Intolerable”, in The Politics of Toleration. ed. Susan Mendus, Edinburgh University Press, 1999.
- „Philosophy As a Humanistic Discipline”, Philosophy 75, October 2000, pp. 477–496.
- „Understanding Homer: Literature, History and Ideal Anthropology”, in Being Humans: Anthropological Universality and Particularity in Transdisciplinary Perspectives. Neil Roughley, ed. de Gruyter, 2000.

Opublikowane pośmiertnie
- In the Beginning Was the Deed: Realism and Moralism in Political Argument, ed. Geoffrey Hawthorn, Princeton University Press, 2005.
- Philosophy As A Humanistic Discipline, ed. A. W. Moore, Princeton University Press, 2006.
- The Sense Of The Past: Essays In The Philosophy Of History, ed. Myles Burnyeat, Princeton University Press, 2006.
- On Opera, Yale University Press, 2006.